# ASモナコ
アソシアシオン・スポルティヴ・ドゥ・モナコ・フトボル・クルブ（仏: Association Sportive de Monaco Football Club、通称：ASモナコ (AS Monaco, フランス語発音: [ɑ.ɛs mɔnako])、またはモナコ (Monaco)）は、モナコを本拠地とする、リーグ・アンに所属するプロサッカークラブ。ホームスタジアムはスタッド・ルイ・ドゥ。
地中海に面したコート・ダジュール地方に拠点を置くニースとの試合は、コートダジュール・ダービーとして扱われる。ダービーでサポーターが相手チームをけなす事は欧米では珍しくないことであるが、モナコのサポーターはそのようなことはせず、自チームの応援のみを目的としている。
ホームタウンのモナコは人口が約3万8千人で、世界で最も裕福で安全な場所としても知られる。また、サッカーは数多くあるエンタメの内のひとつにすぎないため熱狂的なファンは少ない。ホームスタジアムは収容人数約1万9千人と中規模である。
キリアン・エムバペをはじめ世界屈指の選手がASモナコでプロキャリアを始めている。

## 概要
1919年に創立し、1948年にプロのクラブチームとして認可された。1953年に1部昇格を果たして以来、レーニエ大公（当時）の打ち出した企業への税制優遇措置に乗る形で優秀な外国人選手を大量に加入させ、フランスリーグでも有数の強豪へとのし上がる。
通算リーグ優勝8回、カップ戦の優勝は5回を数える。さらにヨーロッパの舞台でも実績を残しており、UEFAカップウィナーズカップおよびUEFAチャンピオンズリーグで、それぞれ1992年大会と2004年大会で準優勝を果たした。
また、欧州クラブ協会の会員でもある。2011年にはクラブの3分の2がロシアの大富豪（オリガルヒ）である、ドミトリー・リボロフレフが率いる投資グループによって買収された。

## 歴史

### 1910年代 - 1950年代
ASモナコFCは、1919年8月1日にフランスとモナコ公国の5つのクラブ（Swimming Club、モナコ・スポール、ASボーソレイユ、エトワール・ドゥ・モナコ、ACリヴィエラ）が合併して公式に設立された。合併したクラブの中の、モナコ・スポール（旧称エルクリス）は1904年に創設されたモナコの象徴的なクラブだった。このASモナコFCは、1924年8月23日に総合スポーツ組織ASモナコへと吸収された。1924-25シーズンに南東リーグにて最初の試合を行った。
1948年にプロ化された。1952-53シーズンのディヴィジョン・ドゥで2位となり1953-54シーズンにトップリーグであるディヴィジョン・アンに初めて昇格した。

### 1960年代 - 1970年代

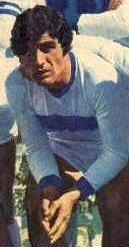
クラブの最多得点者（223得点）であるデリオ・オニス

1958年に監督に就任したリュシアン・ルデュクの下でモナコは躍進を遂げ、1960年にフランスカップの決勝でASサンテティエンヌを4-2で破り、初めての主要タイトルを獲得した。1961年より、モナコ公妃グレース・ケリーの提案によって、斜めに白と赤を分割した有名なシャツを着用するようになった。1960-61シーズン、モナコは初めてのリーグタイトルを獲得した。1962-63シーズンにはリーグとカップのダブルを達成した。しかし、1963年にルデュクが退任、そして優勝に貢献した主力選手たちもモナコから離れていくにつれチーム力が衰え、1969年に降格した。
しばらくは昇格と降格を繰り返していたが、1975年に若くして会長に就任したジャン＝ルイ・カンポラの下で、クラブの再構築が進んでいった。1960年代に成功したリュシアン・ルデュクを再び監督に迎え、1977-78シーズンにディヴィジョン・アンに昇格すると、昇格1年目のシーズンに15年ぶりのリーグ優勝を果たした。フランスサッカーの歴史において昇格1年目のクラブがリーグ優勝した例は、このシーズンのモナコのみである。1973年から1980年まで7シーズン在籍したアルゼンチン人の点取り屋デリオ・オニスは223ゴールを挙げ、現在もクラブの最多得点記録者となっている。GKジャン＝リュック・エトリは、1975年からの17シーズンのキャリアのすべてをモナコで過ごし、クラブの最多出場記録（755試合）およびリーグ・アン全体での最多出場記録（602試合）を有する。

### 1980年代 - 1990年代
1979年から1983年までのジェラール・バニドの監督時代には、1979-80シーズンに17年ぶりのクープ・ドゥ・フランス優勝、1981-82シーズンに4度目のリーグ優勝を果たした。1985年1月25日、現在のスタッド・ルイ・ドゥが開場した。
1987年から7シーズンのあいだチームの指揮を執ったアーセン・ベンゲルの時代には、グレン・ホドルとマーク・ヘイトリーのイングランド代表コンビを中心に、堅守速攻の近代的なサッカーで毎年優勝争いを繰り広げた。ベンゲルの下では国内（1987-88シーズンにリーグ優勝、1990-91シーズンにカップ優勝）だけにとどまらず、欧州の舞台でも成功を収め、1991-92シーズンにUEFAカップウィナーズカップで準優勝（ヴェルダー・ブレーメンが2-0で勝利）、1993-94シーズンにUEFAチャンピオンズリーグの準決勝に進出（優勝するACミランに敗退）した。また若い世代の選手のスカウト・育成にも力を入れ、この頃に見出された選手にリリアン・テュラムらがいた。
その後ベンゲルの後を継いだジャン・ティガナ、そしてモナコの生え抜き選手だったクロード・ピュエルの時代も好調を維持した。ティガナ時代の1996-97シーズンは9シーズンぶりのリーグ優勝を果たし、UEFAカップでは準決勝でイタリアのインテルに敗れた。1997-98シーズンのチャンピオンズリーグでは準決勝でユヴェントスFCに敗れた。この時代の主要な選手にはファビアン・バルテズ、エマニュエル・プティ、ティエリ・アンリ、ソニー・アンデルソンらがいた。ピュエル時代の1999-2000シーズンには7つ目のリーグタイトルを獲得した。

### 2000年代

UEFAチャンピオンズリーグ 2003-04 決勝、FCポルト戦の先発出場選手

しかし1990年代末頃、それまでの放漫経営がたたって巨額の負債を抱え込み、好成績を収めながら2003-04シーズン開始直前には2部への強制降格を言い渡されるほど厳しい経営状況に追い込まれる（この時は各方面からの援助もあり、降格措置は免れた）。長年にわたってクラブの会長職にあったジャン＝ルイ・カンポラは2003年6月に辞任した。しかしこの2003-04シーズンはディディエ・デシャン監督の下、レアル・マドリード、チェルシーFCを破ってUEFAチャンピオンズリーグ決勝まで進出し、初のCLのタイトルを手にしかけるが、FCポルトに3-0で敗れて準優勝に終わった。当時の主なメンバーは、パトリス・エヴラ、リュドヴィク・ジュリ、ジェローム・ロタン、フェルナンド・モリエンテス、ダド・プルショなどがいた。
2003-04シーズン終了後、チームを支え続けてきたジュリら主力選手が他クラブへ次々に移籍。その代替要員として獲得した新戦力がなかなか戦術に馴染まず、徐々に弱体化した。
2005-06シーズンはチャンピオンズリーグ本戦出場権を賭けた試合でレアル・ベティスに苦杯を喫し、その後も上向かないチーム状態の責任を取る形でデシャン監督がシーズン途中に辞任した。後任のフランチェスコ・グイドリンも結果を残せず、僅か8ヶ月の在任に終わる。2006-07シーズンからはスタッド・レンヌの監督を務めていたルーマニア人、ラースロー・ベレニを招聘。全ポジションの積極的な補強も行ったが、10節を終えてわずか2勝と振るわずに在任5ヶ月で解任された。同年10月からはアシスタントコーチのローラン・バニドが暫定的に指揮を執り、一時は最下位に沈んだクラブを9位にまで押し上げたものの、フロントとの不和もあってかシーズン終了後に解任された。
2007-08シーズンはFCジロンダン・ボルドーで堅守速攻のサッカーを展開して好成績を収めたリカルド・ゴメスが監督の座に就き、不振からの脱却を目指したが、またしても低迷。ミシェル・パストール会長とジェラール・ブリアンティ副会長が成績不振の責任を取って辞任するまでに至った。
2009-10シーズンからは前レンヌ監督のギー・ラコンブが監督に就任。捲土重来を期するも、中位を彷徨うシーズンがまたしても再現された。2010-11シーズンもラコンブが引き続いて指揮を執るが、前シーズン活躍を見せたネネを放出したことにより攻撃力が低下。守備ユニットの構築にも誤算が相次ぎ、勝ちきれないゲームを積み重ねた結果、降格圏にまで落ち込んでしまう。フロントはウィンターブレイク中のフランスカップで5部リーグのチームに敗北を喫した責任を取らせる形でラコンブ監督を解任し、前回の緊急登板でチームを上昇気流に乗せたローラン・バニドを4年ぶりに招聘。レアル・マドリードで出番を失っていたマアマドゥ・ディアッラを始めとして大量補強に踏み切るも、低迷からは抜け出せず18位に終わりリーグ・ドゥへ降格となった。

### 2010年代
2011-12シーズンは開幕から低迷し、シーズン途中まで最下位に沈んでいた。2011年12月、ロシアの実業家ドミトリー・リボロフレフが株式3分の2を取得し、筆頭株主となったことを発表。4年間で1億ユーロの投資をするとの宣言通り、冬の移籍市場では早速1500万ユーロを投じ、人員補強を行った。しかしリーグ・アン昇格圏内の3位以内には程遠く8位に終わった。
2012-13シーズンはリーグ・ドゥの首位で昇格した。シーズン終了後、ラダメル・ファルカオ、ハメス・ロドリゲス、ジョアン・モウティーニョ、リカルド・カルバーリョ、ジェレミー・トゥララン、エリック・アビダルといった実力者を獲得している。2014-15シーズンは中心選手のラダメル・ファルカオ、ハメス・ロドリゲスがW杯後に移籍し、トマ・レマル、ティエムエ・バカヨコといった有望な若手選手を獲得して若手育成に力を入れた。2015-16シーズンはアントニー・マルシャルがマンチェスター・ユナイテッドに移籍し、アイメン・アブデヌールがバレンシアCFに移籍した。
2016-17シーズンはカミル・グリクらを獲得し、ファルカオが復帰した。チャンピオンズリーグで予選3回戦から決勝トーナメントに進出。準々決勝ではボルシア・ドルトムントと対戦して2戦合計6-3で勝利。これにより大会史上初めて予選から勝ち上がったチームが準決勝に進出した。リーグ戦では2017年5月17日のASサンテティエンヌ戦で2-0で勝利して、リーグ4連覇中のパリ・サンジェルマンFCを2位に抑えて17年ぶりの優勝を果たした。
2017-18シーズン、昨年までの主力であったナビル・ディラル、ベルナルド・シウバ、バンジャマン・メンディ、ティエムエ・バカヨコ、ヴァレール・ジェルマン、キリアン・エムバペが退団。一方でユーリ・ティーレマンス、ディエゴ・ベナリオ、ラシド・ゲザル、ステファン・ヨヴェティッチ、ケイタ・バルデらを獲得した。
2018-19シーズン、夏の移籍期間ではロシアW杯で活躍したアレクサンドル・ゴロビンをCSKAモスクワから、そのほかにも、ウィレム・ジュベル、ベンヤミン・ヘンリヒス、ジャン＝ユード・アフル、ベルギー代表MFナセル・シャドリらを獲得。リーグ戦では、初戦のFCナント戦では勝利を収めるも、その後は14節まで勝ち星なしという結果になり、この時点でリーグ順位は19位と降格圏内だった。10月には近年の躍進の立役者であるレオナルド・ジャルディム監督を解任。
後任には監督未経験の元フランス代表ティエリ・アンリが就任した。冬の移籍市場ではリザーブチームからブノワ・バジアシーレを昇格させ、レスターからアドリエン・シウバをレンタルで獲得、他にも、セスク・ファブレガス、カルロス・ヴィニシウス、ジェルソン・マルティンスらを獲得したが、チームの調子は変わらず、アンリ体制は3ヶ月で終わった。また、その後、再度ジャルデム監督が就任し、17位で降格を免れた。

### 2020年代
2021-22シーズン、チャンピオンズリーグでプレーオフまで進んだが敗退し、6シーズンぶりにUEFAヨーロッパリーグに出場したが、ベスト16で敗退した。
2022-23シーズン、勝ち点「65」で6位に終わり来シーズンの欧州大会の出場権を逃すという予想を下回る最終順位で終わった結果を受け、フィリップ・クレマン監督を解任。
2023-24シーズン、新監督にアドルフ・ヒュッターが就任。リーグ戦を2位でフィニッシュし来季の6年振りのチャンピオンズリーグ本戦出場が決定した。チーム歴代2位の得点数を記録していたウィサム・ベン・イェデルは来季の構想外となり契約満了で退団した。
2024-25シーズン、マグネス・アクリウシェ、エリース・ベン・セギルも台頭し、層の厚い攻撃陣となった。欧州チャンピオンズリーグ(以下欧州CL)では第1戦のFCバルセロナ戦で勝利した。開幕から公式戦11戦、リーグ戦8戦無敗だった。欧州CL第4戦のボローニャ戦の先発メンバーの平均年齢は23歳であった。これは欧州CL史上最年少の先発平均年齢である。シーズン前半戦で、守備陣のレッドカードによる退場がCLで3試合、リーグ戦で4試合と不安定なゲームコントロールが目立った。シーズン終盤にかけて再び調子が上がり、南野、マグネス・アクリウシェ、途中加入したミカ・ビエレスを軸とした攻撃陣は、2月から4月の2か月間で1試合平均2.0得点を記録した。第33節リヨン戦で2-0で勝利、3位以内を確定し、来季のチャンピオンズリーグ出場権を獲得した。

## ライバル関係
近郊チームとのダービーマッチとしては、コートダジュール地方にホームを構えるOGCニースとの「コートダジュール・ダービー」や、フランス南東沿岸にホームを構えるオリンピック・マルセイユとの「南仏ダービー」があるが、小国で観光立国でもあるモナコにはサッカーに対する熱心なファンが少ないため、ホームで開催するダービーであってもアウェイの熱狂的なサポーターに占拠される奇妙な光景を目にすることが出来る。

## ユニフォーム
ホームゲーム用シャツは、赤と白を基調に、赤白の境界が右肩から左腰へ斜めに入った特徴的なデザインとなっている。
創設当初はチームカラーがなく、他のクラブが使っていない色を中心に毎年替えていた。その後1950年代に赤白のストライプ模様を採用し、チームカラーがほぼ固定された。このストライプ時代の1960年にクラブ初のタイトルとなるフランスカップを獲得している。
現在も使用されている斜め模様は、モナコ公国妃（当時）グレース・ケリーによってデザインされたもの。採用された1960-61シーズンにクラブ初のリーグ制覇を成し遂げたという縁起の良いユニフォームである。

## タイトル

### 国内タイトル
- リーグ・アン : 8回
  - 1960-61, 1962-63, 1977-78, 1981-82, 1987-88, 1996-97, 1999-00, 2016-17
- リーグ・ドゥ : 1回
  - 2012-13
- クープ・ドゥ・フランス : 5回
  - 1959-60, 1962-63, 1979-80, 1984-85, 1990-91
- クープ・ドゥ・ラ・リーグ : 1回
  - 2002-03
- トロフェ・デ・シャンピオン : 4回
  - 1961, 1985, 1997, 2000
- クープ・シャルル・ドラゴ : 1回
  - 1961

### 国際タイトル
- コッパ・デッレ・アルピ : 3回
  - 1979, 1983, 1984

## 過去の成績
| シーズン | リーグ戦             | リーグ戦 | リーグ戦 | リーグ戦 | リーグ戦 | リーグ戦 | リーグ戦 | リーグ戦 | リーグ戦 | カップ戦     | リーグ杯     | スーパー杯 | 欧州カップ             | 欧州カップ         |
| シーズン | ディビジョン         | 試       | 勝       | 分       | 敗       | 得       | 失       | 点       | 順位     | カップ戦     | リーグ杯     | スーパー杯 | 欧州カップ             | 欧州カップ         |
| -------- | -------------------- | -------- | -------- | -------- | -------- | -------- | -------- | -------- | -------- | ------------ | ------------ | ---------- | ---------------------- | ------------------ |
| 1986-87  | ディヴィジョン・アン | 38       | 15       | 15       | 8        | 41       | 33       | 45       | 5位      | ベスト16     |              | —          | —                      | —                  |
| 1987-88  | ディヴィジョン・アン | 38       | 20       | 12       | 6        | 53       | 29       | 52       | 1位      | ベスト32     |              | —          | —                      | —                  |
| 1988-89  | ディヴィジョン・アン | 38       | 18       | 14       | 6        | 62       | 38       | 68       | 3位      | 準優勝       |              | —          | チャンピオンズカップ   | 準々決勝敗退       |
| 1989-90  | ディヴィジョン・アン | 38       | 15       | 16       | 7        | 38       | 24       | 46       | 3位      | ベスト64     |              | —          | カップウィナーズカップ | 準決勝敗退         |
| 1990-91  | ディヴィジョン・アン | 38       | 20       | 11       | 7        | 51       | 30       | 51       | 2位      | 優勝         |              | —          | UEFAカップ             | ベスト16           |
| 1991-92  | ディヴィジョン・アン | 38       | 22       | 8        | 8        | 55       | 33       | 52       | 2位      |              |              | —          | カップウィナーズカップ | 準優勝             |
| 1992-93  | ディヴィジョン・アン | 38       | 21       | 9        | 8        | 56       | 29       | 51       | 3位      | ベスト16     |              | —          | カップウィナーズカップ | ベスト16           |
| 1993-94  | ディヴィジョン・アン | 38       | 14       | 13       | 11       | 52       | 36       | 41       | 9位      | ベスト16     |              | —          | チャンピオンズリーグ   | 準決勝敗退         |
| 1994-95  | ディヴィジョン・アン | 38       | 15       | 12       | 11       | 60       | 39       | 57       | 6位      | ベスト32     | 準々決勝敗退 | —          | —                      | —                  |
| 1995-96  | ディヴィジョン・アン | 38       | 19       | 11       | 8        | 64       | 39       | 68       | 3位      | ベスト16     | 準々決勝敗退 | —          | UEFAカップ             | 1回戦敗退          |
| 1996-97  | ディヴィジョン・アン | 38       | 23       | 10       | 5        | 69       | 30       | 79       | 1位      | ベスト64     | 準決勝敗退   | —          | UEFAカップ             | 準決勝敗退         |
| 1997-98  | ディヴィジョン・アン | 34       | 18       | 5        | 11       | 51       | 33       | 59       | 3位      | 準々決勝敗退 | ベスト32     | 優勝       | チャンピオンズリーグ   | 準決勝敗退         |
| 1998-99  | ディヴィジョン・アン | 34       | 18       | 8        | 8        | 52       | 32       | 62       | 4位      | ベスト64     | ベスト16     | —          | UEFAカップ             | ベスト16           |
| 1999-00  | ディヴィジョン・アン | 34       | 20       | 5        | 9        | 69       | 38       | 65       | 1位      | 準決勝敗退   | ベスト16     | —          | UEFAカップ             | ベスト16           |
| 2000-01  | ディヴィジョン・アン | 34       | 12       | 7        | 15       | 53       | 50       | 43       | 11位     | ベスト64     | 準優勝       | 優勝       | チャンピオンズリーグ   | GS敗退             |
| 2001-02  | ディヴィジョン・アン | 34       | 9        | 12       | 13       | 36       | 41       | 39       | 15位     | 準々決勝敗退 | 準々決勝敗退 | —          | —                      | —                  |
| 2002-03  | リーグ・アン         | 38       | 19       | 10       | 9        | 66       | 33       | 67       | 2位      | ベスト64     | 優勝         | —          | —                      | —                  |
| 2003-04  | リーグ・アン         | 38       | 21       | 12       | 5        | 59       | 30       | 75       | 3位      | 準々決勝敗退 | ベスト16     | —          | チャンピオンズリーグ   | 準優勝             |
| 2004-05  | リーグ・アン         | 38       | 15       | 18       | 5        | 52       | 35       | 63       | 3位      | 準決勝敗退   | 準決勝敗退   | —          | チャンピオンズリーグ   | ベスト16           |
| 2005-06  | リーグ・アン         | 38       | 13       | 13       | 12       | 42       | 36       | 52       | 10位     | ベスト32     | 準決勝敗退   | —          | UEFAカップ             | ベスト32           |
| 2006-07  | リーグ・アン         | 38       | 13       | 12       | 13       | 45       | 38       | 51       | 9位      | ベスト16     | ベスト16     | —          | —                      | —                  |
| 2007-08  | リーグ・アン         | 38       | 13       | 8        | 17       | 40       | 48       | 47       | 12位     | ベスト32     | ベスト16     | —          | —                      | —                  |
| 2008-09  | リーグ・アン         | 38       | 11       | 12       | 15       | 41       | 45       | 45       | 11位     | 準々決勝敗退 | 3回戦敗退    | —          | —                      | —                  |
| 2009-10  | リーグ・アン         | 38       | 15       | 10       | 13       | 39       | 45       | 55       | 8位      | 準優勝       | 3回戦敗退    | —          | —                      | —                  |
| 2010-11  | リーグ・アン         | 38       | 9        | 17       | 12       | 36       | 40       | 44       | 18位     | ベスト64     | 準々決勝敗退 | —          | —                      | —                  |
| 2011-12  | リーグ・ドゥ         | 38       | 13       | 13       | 12       | 41       | 48       | 52       | 8位      | ベスト64     | 1回戦敗退    | —          | —                      | —                  |
| 2012-13  | リーグ・ドゥ         | 38       | 21       | 13       | 4        | 64       | 33       | 76       | 1位      | 7回戦敗退    | ベスト16     | —          | —                      | —                  |
| 2013-14  | リーグ・アン         | 38       | 23       | 11       | 4        | 64       | 31       | 80       | 2位      | 準決勝敗退   | 3回戦敗退    | —          | —                      | —                  |
| 2014-15  | リーグ・アン         | 38       | 20       | 11       | 7        | 51       | 26       | 71       | 3位      | 準々決勝敗退 | 準決勝敗退   | —          | チャンピオンズリーグ   | 準々決勝敗退       |
| 2015-16  | リーグ・アン         | 38       | 17       | 14       | 7        | 57       | 50       | 65       | 3位      | ベスト16     | ベスト16     | —          | チャンピオンズリーグ   | プレーオフ敗退     |
| 2015-16  | リーグ・アン         | 38       | 17       | 14       | 7        | 57       | 50       | 65       | 3位      | ベスト16     | ベスト16     | —          | ヨーロッパリーグ       | GS敗退             |
| 2016-17  | リーグ・アン         | 38       | 30       | 5        | 3        | 107      | 31       | 95       | 1位      | 準決勝敗退   | 準優勝       | —          | チャンピオンズリーグ   | 準決勝敗退         |
| 2017-18  | リーグ・アン         | 38       | 24       | 8        | 6        | 85       | 45       | 80       | 2位      | ベスト32     | 準優勝       | 準優勝     | チャンピオンズリーグ   | GS敗退             |
| 2018-19  | リーグ・アン         | 38       | 8        | 12       | 18       | 38       | 57       | 36       | 17位     | ベスト32     | 準決勝敗退   | 準優勝     | チャンピオンズリーグ   | GS敗退             |
| 2019-20  | リーグ・アン         | 28       | 11       | 7        | 10       | 44       | 44       | 40       | 9位      | ベスト16     | ベスト16     | —          | —                      | —                  |
| 2020-21  | リーグ・アン         | 38       | 24       | 6        | 8        | 76       | 42       | 78       | 3位      | 準優勝       | —            | —          | —                      | —                  |
| 2021-22  | リーグ・アン         | 38       | 20       | 9        | 9        | 65       | 40       | 69       | 3位      | 準決勝敗退   | —            | ─          | チャンピオンズリーグ   | プレーオフ敗退     |
| 2021-22  | リーグ・アン         | 38       | 20       | 9        | 9        | 65       | 40       | 69       | 3位      | 準決勝敗退   | —            | ─          | ヨーロッパリーグ       | ベスト16           |
| 2022-23  | リーグ・アン         | 38       | 19       | 8        | 11       | 70       | 58       | 65       | 6位      | 3回戦敗退    | ─            | ─          | チャンピオンズリーグ   | 予選3回戦敗退      |
| 2022-23  | リーグ・アン         | 38       | 19       | 8        | 11       | 70       | 58       | 65       | 6位      | 3回戦敗退    | ─            | ─          | ヨーロッパリーグ       | 決勝プレーオフ敗退 |

## 欧州の成績
| シーズン | 大会                       | ラウンド       | 対戦相手                           | ホーム | アウェー     | 合計        |  |
| -------- | -------------------------- | -------------- | ---------------------------------- | ------ | ------------ | ----------- |  |
| 1961-62  | UEFAチャンピオンズカップ   | 予選           | レンジャーズ                       | 2-3    | 2-3          | 4-6         |  |
| 1963-64  | UEFAチャンピオンズカップ   | 予備戦         | AEKアテネ                          | 7-2    | 1-1          | 8-3         |  |
| 1963-64  | UEFAチャンピオンズカップ   | 1回戦          | インテル                           | 1-3    | 0-1          | 1-4         |  |
| 1974-75  | UEFAカップウィナーズカップ | 1回戦          | アイントラハト・フランクフルト     | 2-2    | 0-3          | 2-5         |  |
| 1978-79  | UEFAチャンピオンズカップ   | 予備予選       | ステアウア・ブカレスト             | 3-0    | 0-2          | 3-2         |  |
| 1978-79  | UEFAチャンピオンズカップ   | 1回戦          | マルメFF                           | 0-1    | 0-0          | 0-1         |  |
| 1979-80  | UEFAカップ                 | 1回戦          | シャフタール・ドネツク             | 2-0    | 1-2          | 3-2         |  |
| 1979-80  | UEFAカップ                 | 2回戦          | ロコモティフ・ソフィア             | 2-1    | 2-4          | 4-5         |  |
| 1980-81  | UEFAカップウィナーズカップ | 1回戦          | バレンシア                         | 3-3    | 0-2          | 3-5         |  |
| 1981-82  | UEFAカップ                 | 1回戦          | ダンディー・ユナイテッド           | 2-5    | 2-1          | 4-6         |  |
| 1982-83  | UEFAチャンピオンズカップ   | 1回戦          | CSKAソフィア                       | 0-0    | 0-2 (a.e.t.) | 0-2         |  |
| 1984-85  | UEFAカップ                 | 1回戦          | CSKAソフィア                       | 2-2    | 1-2          | 3-4         |  |
| 1985-86  | UEFAカップウィナーズカップ | 1回戦          | CSウニヴェルシタテア・クラヨーヴァ | 2-0    | 0-3          | 2-3         |  |
| 1988-89  | UEFAチャンピオンズカップ   | 1回戦          | ヴァルル・レイキャヴィーク         | 2-0    | 0-1          | 2-1         |  |
| 1988-89  | UEFAチャンピオンズカップ   | 2回戦          | クラブ・ブルッヘ                   | 6-1    | 0-1          | 6-2         |  |
| 1988-89  | UEFAチャンピオンズカップ   | 準々決勝       | ガラタサライ                       | 0-1    | 1-1          | 1-2         |  |
| 1989-90  | UEFAカップウィナーズカップ | 1回戦          | ベレネンセス                       | 3-0    | 1-1          | 4-1         |  |
| 1989-90  | UEFAカップウィナーズカップ | 2回戦          | ベルリナー・ディナモ               | 0-0    | 1-1          | 1-1 (a)     |  |
| 1989-90  | UEFAカップウィナーズカップ | 準々決勝       | レアル・バリャドリード             | 0-0    | 0-0          | 0-0 (3-1 p) |  |
| 1989-90  | UEFAカップウィナーズカップ | 準決勝         | サンプドリア                       | 2-2    | 0-2          | 2-4         |  |
| 1990-91  | UEFAカップ                 | 1回戦          | ローダJC                           | 3-1    | 3-1          | 6-2         |  |
| 1990-91  | UEFAカップ                 | 2回戦          | チョルノモレツ・オデッサ           | 1-0    | 0-0          | 1-0         |  |
| 1990-91  | UEFAカップ                 | 3回戦          | トルペド・モスクワ                 | 1-2    | 1-2          | 2-4         |  |
| 1991-92  | UEFAカップウィナーズカップ | 1回戦          | スウォンジー・シティ               | 8-0    | 2-1          | 10-1        |  |
| 1991-92  | UEFAカップウィナーズカップ | 2回戦          | IFKノルシェーピン                  | 1-0    | 2-1          | 3-1         |  |
| 1991-92  | UEFAカップウィナーズカップ | 準々決勝       | ローマ                             | 1-0    | 0-0          | 1-0         |  |
| 1991-92  | UEFAカップウィナーズカップ | 準決勝         | フェイエノールト                   | 1-1    | 2-2          | 3-3 (a)     |  |
| 1991-92  | UEFAカップウィナーズカップ | 決勝           | ヴェルダー・ブレーメン             | 0-2    | 0-2          | 0-2         |  |
| 1992-93  | UEFAカップウィナーズカップ | 1回戦          | ミエジュ・レグニツァ               | 0-0    | 1-0          | 1-0         |  |
| 1992-93  | UEFAカップウィナーズカップ | 2回戦          | オリンピアコス                     | 0-1    | 0-0          | 0-1         |  |
| 1993-94  | UEFAチャンピオンズリーグ   | 1回戦          | AEKアテネ                          | 1-0    | 1-1          | 2-1         |  |
| 1993-94  | UEFAチャンピオンズリーグ   | 2回戦          | ステアウア・ブカレスト             | 4-1    | 0-1          | 4-2         |  |
| 1993-94  | UEFAチャンピオンズリーグ   | グループA      | スパルタク・モスクワ               | 4-1    | 0-0          | 2位         |  |
| 1993-94  | UEFAチャンピオンズリーグ   | グループA      | バルセロナ                         | 0-1    | 0-2          | 2位         |  |
| 1993-94  | UEFAチャンピオンズリーグ   | グループA      | ガラタサライ                       | 3-0    | 2-0          | 2位         |  |
| 1993-94  | UEFAチャンピオンズリーグ   | 準決勝         | ミラン                             | 0-3    | 0-3          | 0-3         |  |
| 1995-96  | UEFAカップ                 | 1回戦          | リーズ・ユナイテッド               | 0-3    | 1-0          | 1-3         |  |
| 1996-97  | UEFAカップ                 | 1回戦          | フトニク・クラクフ                 | 3-1    | 1-0          | 4-1         |  |
| 1996-97  | UEFAカップ                 | 2回戦          | ボルシアMG                         | 0-1    | 4-2          | 4-3         |  |
| 1996-97  | UEFAカップ                 | 3回戦          | ハンブルガー                       | 3-0    | 2-0          | 5-0         |  |
| 1996-97  | UEFAカップ                 | 準々決勝       | ニューカッスル・ユナイテッド       | 3-0    | 1-0          | 4-0         |  |
| 1996-97  | UEFAカップ                 | 準決勝         | インテル                           | 1-0    | 1-3          | 2-3         |  |
| 1997-98  | UEFAチャンピオンズリーグ   | グループF      | スポルティングCP                   | 3-2    | 0-3          | 1位         |  |
| 1997-98  | UEFAチャンピオンズリーグ   | グループF      | レバークーゼン                     | 4-0    | 2-2          | 1位         |  |
| 1997-98  | UEFAチャンピオンズリーグ   | グループF      | リールセSK                         | 5-1    | 1-0          | 1位         |  |
| 1997-98  | UEFAチャンピオンズリーグ   | 準々決勝       | マンチェスター・ユナイテッド       | 0-0    | 1-1          | 1-1 (a)     |  |
| 1997-98  | UEFAチャンピオンズリーグ   | 準決勝         | ユヴェントス                       | 3-2    | 1-4          | 4-6         |  |
| 1998-99  | UEFAカップ                 | 1回戦          | ŁKSウッチ                          | 0-0    | 3-1          | 3-1         |  |
| 1998-99  | UEFAカップ                 | 2回戦          | グラーツァーAK                     | 4-0    | 3-3          | 7-3         |  |
| 1998-99  | UEFAカップ                 | 3回戦          | マルセイユ                         | 2-2    | 0-1          | 2-3         |  |
| 1999-00  | UEFAカップ                 | 1回戦          | セント・ジョンストン               | 3-0    | 3-3          | 6-3         |  |
| 1999-00  | UEFAカップ                 | 2回戦          | ヴィジェフ・ウッチ                 | 2-0    | 1-1          | 3-1         |  |
| 1999-00  | UEFAカップ                 | 3回戦          | AEKアテネ                          | 1-0    | 2-2          | 3-2         |  |
| 1999-00  | UEFAカップ                 | 4回戦          | マジョルカ                         | 1-0    | 1-4          | 2-4         |  |
| 2000-01  | UEFAチャンピオンズリーグ   | 1次グループD   | ガラタサライ                       | 4-2    | 2-3          | 4位         |  |
| 2000-01  | UEFAチャンピオンズリーグ   | 1次グループD   | レンジャーズ                       | 0-1    | 2-2          | 4位         |  |
| 2000-01  | UEFAチャンピオンズリーグ   | 1次グループD   | シュトゥルム・グラーツ             | 5-0    | 0-2          | 4位         |  |
| 2003-04  | UEFAチャンピオンズリーグ   | グループC      | PSV                                | 1-1    | 2-1          | 1位         |  |
| 2003-04  | UEFAチャンピオンズリーグ   | グループC      | AEKアテネ                          | 4-0    | 0-0          | 1位         |  |
| 2003-04  | UEFAチャンピオンズリーグ   | グループC      | デポルティーボ                     | 8-3    | 0-1          | 1位         |  |
| 2003-04  | UEFAチャンピオンズリーグ   | 1回戦          | ロコモティフ・モスクワ             | 1-0    | 1-2          | 2-2 (a)     |  |
| 2003-04  | UEFAチャンピオンズリーグ   | 準々決勝       | レアル・マドリード                 | 3-1    | 2-4          | 5-5 (a)     |  |
| 2003-04  | UEFAチャンピオンズリーグ   | 準決勝         | チェルシー                         | 3-1    | 2-2          | 5-3         |  |
| 2003-04  | UEFAチャンピオンズリーグ   | 決勝           | ポルト                             | 0-3    | 0-3          | 0-3         |  |
| 2004-05  | UEFAチャンピオンズリーグ   | 予選3回戦      | ゴリツァ                           | 6-0    | 3-0          | 9-0         |  |
| 2004-05  | UEFAチャンピオンズリーグ   | グループA      | リヴァプール                       | 1-0    | 0-2          | 1位         |  |
| 2004-05  | UEFAチャンピオンズリーグ   | グループA      | デポルティーボ                     | 2-0    | 5-0          | 1位         |  |
| 2004-05  | UEFAチャンピオンズリーグ   | グループA      | オリンピアコス                     | 2-1    | 0-1          | 1位         |  |
| 2004-05  | UEFAチャンピオンズリーグ   | 1回戦          | PSV                                | 0-2    | 0-1          | 0-3         |  |
| 2005-06  | UEFAチャンピオンズリーグ   | 予選3回戦      | ベティス                           | 2-2    | 0-1          | 2-3         |  |
| 2005-06  | UEFAカップ                 | 1回戦          | ヴィレムII                         | 2-0    | 3-1          | 5-1         |  |
| 2005-06  | UEFAカップ                 | グループA      | バイキング                         | N/A    | 0-1          | 1位         |  |
| 2005-06  | UEFAカップ                 | グループA      | ハンブルガー                       | 2-0    | N/A          | 1位         |  |
| 2005-06  | UEFAカップ                 | グループA      | スラヴィア・プラハ                 | N/A    | 2-0          | 1位         |  |
| 2005-06  | UEFAカップ                 | グループA      | CSKAソフィア                       | 2-1    | N/A          | 1位         |  |
| 2005-06  | UEFAカップ                 | ラウンド32     | バーゼル                           | 1-1    | 0-1          | 1-2         |  |
| 2014-15  | UEFAチャンピオンズリーグ   | グループC      | レバークーゼン                     | 1-0    | 1-0          | 1位         |  |
| 2014-15  | UEFAチャンピオンズリーグ   | グループC      | ゼニト                             | 2-0    | 0-0          | 1位         |  |
| 2014-15  | UEFAチャンピオンズリーグ   | グループC      | ベンフィカ                         | 0-0    | 0-1          | 1位         |  |
| 2014-15  | UEFAチャンピオンズリーグ   | ラウンド16     | アーセナル                         | 0-2    | 3-1          | 3-3 (a)     |  |
| 2014-15  | UEFAチャンピオンズリーグ   | 準々決勝       | ユヴェントス                       | 0-0    | 0-1          | 0-1         |  |
| 2015-16  | UEFAチャンピオンズリーグ   | 予選3回戦      | ヤングボーイズ                     | 4-0    | 3-1          | 7-1         |  |
| 2015-16  | UEFAチャンピオンズリーグ   | プレーオフ     | バレンシア                         | 2-1    | 1-3          | 3-4         |  |
| 2015-16  | UEFAヨーロッパリーグ       | グループH      | トッテナム                         | 1-1    | 1-4          | 3位         |  |
| 2015-16  | UEFAヨーロッパリーグ       | グループH      | アンデルレヒト                     | 0-2    | 1-1          | 3位         |  |
| 2015-16  | UEFAヨーロッパリーグ       | グループH      | カラバフ                           | 1-0    | 1-1          | 3位         |  |
| 2016-17  | UEFAチャンピオンズリーグ   | 予選3回戦      | フェネルバフチェ                   | 3-1    | 1-2          | 4-3         |  |
| 2016-17  | UEFAチャンピオンズリーグ   | プレーオフ     | ビジャレアル                       | 1-0    | 2-1          | 3-1         |  |
| 2016-17  | UEFAチャンピオンズリーグ   | グループE      | CSKAモスクワ                       | 3-0    | 1-1          | 1位         |  |
| 2016-17  | UEFAチャンピオンズリーグ   | グループE      | レバークーゼン                     | 1-1    | 0-3          | 1位         |  |
| 2016-17  | UEFAチャンピオンズリーグ   | グループE      | トッテナム                         | 2-1    | 2-1          | 1位         |  |
| 2016-17  | UEFAチャンピオンズリーグ   | ラウンド16     | マンチェスター・シティ             | 3-1    | 3-5          | 6-6 (a)     |  |
| 2016-17  | UEFAチャンピオンズリーグ   | 準々決勝       | ドルトムント                       | 3-1    | 3-2          | 6-3         |  |
| 2016-17  | UEFAチャンピオンズリーグ   | 準決勝         | ユヴェントス                       | 0-2    | 1-2          | 1-4         |  |
| 2017-18  | UEFAチャンピオンズリーグ   | グループG      | ライプツィヒ                       | 1-4    | 1-1          | 4位         |  |
| 2017-18  | UEFAチャンピオンズリーグ   | グループG      | ポルト                             | 0-3    | 2-5          | 4位         |  |
| 2017-18  | UEFAチャンピオンズリーグ   | グループG      | ベシクタシュ                       | 1-2    | 1-1          | 4位         |  |
| 2018-19  | UEFAチャンピオンズリーグ   | グループA      | アトレティコ・マドリード           | 1-2    | 0-2          | 4位         |  |
| 2018-19  | UEFAチャンピオンズリーグ   | グループA      | ドルトムント                       | 0-2    | 0-3          | 4位         |  |
| 2018-19  | UEFAチャンピオンズリーグ   | グループA      | クラブ・ブルッヘ                   | 0-4    | 1-1          | 4位         |  |
| 2021-22  | UEFAチャンピオンズリーグ   | 予選3回戦      | スパルタ・プラハ                   | 3-1    | 2-0          | 5-1         |  |
| 2021-22  | UEFAチャンピオンズリーグ   | プレーオフ     | シャフタール・ドネツク             | 0-1    | 2-2 (a.e.t.) | 2-3         |  |
| 2021-22  | UEFAヨーロッパリーグ       | グループB      | PSV                                | 0-0    | 2-1          | 1位         |  |
| 2021-22  | UEFAヨーロッパリーグ       | グループB      | レアル・ソシエダ                   | 2-1    | 1-1          | 1位         |  |
| 2021-22  | UEFAヨーロッパリーグ       | グループB      | シュトゥルム・グラーツ             | 1-0    | 1-1          | 1位         |  |
| 2021-22  | UEFAヨーロッパリーグ       | ラウンド16     | ブラガ                             | 1-1    | 0-2          | 1-3         |  |
| 2022-23  | UEFAチャンピオンズリーグ   | 予選3回戦      | PSV                                | 1-1    | 2-3 (a.e.t.) | 3-4         |  |
| 2022-23  | UEFAヨーロッパリーグ       | グループH      | ツルヴェナ・ズヴェズダ             | 4-1    | 1-0          | 2位         |  |
| 2022-23  | UEFAヨーロッパリーグ       | グループH      | フェレンツヴァーロシュ             | 0-1    | 1-1          | 2位         |  |
| 2022-23  | UEFAヨーロッパリーグ       | グループH      | トラブゾンスポル                   | 3-1    | 0-4          | 2位         |  |
| 2022-23  | UEFAヨーロッパリーグ       | 決勝プレーオフ | レバークーゼン                     | 2-3    | 3-2          | 5-5 (3-5 p) |  |

## 現所属メンバー
2023-24シーズン フォーメーション（3-4-2-1）
2025年08月11日現在
注：選手の国籍表記はFIFAの定めた代表資格ルールに基づく。
| No. | Pos. |                | 選手名                       |
| --- | ---- | -------------- | ---------------------------- |
| 1   | GK   | フィンランド   | ルーカス・フラデツキー ()    |
| 2   | DF   | ブラジル       | ヴァンデルソン ★             |
| 3   | DF   | イングランド   | エリック・ダイアー ()        |
| 4   | DF   | オランダ       | ジョーダン・テゼ ()          |
| 5   | DF   | ドイツ         | ティロ・ケーラー             |
| 6   | MF   | スイス         | デニス・ザカリア()           |
| 7   | MF   | モロッコ       | エリース・ベン・セギル ()    |
| 8   | MF   | フランス       | ポール・ポグバ ()            |
| 9   | FW   | アメリカ合衆国 | フォラリン・バログン ()      |
| 10  | MF   | ロシア         | アレクサンドル・ゴロヴィン ★ |
| 11  | MF   | フランス       | マグネス・アクリウシェ ()    |
| 12  | DF   | ブラジル       | カイオ・エンヒキ()           |
| 13  | DF   | フランス       | クリスチャン・マウィッサ ()  |
| 14  | FW   | デンマーク     | ミカ・ビエレス ()            |

| No. | Pos. |                  | 選手名                  |
| --- | ---- | ---------------- | ----------------------- |
| 15  | MF   | セネガル         | ラミン・カマラ          |
| 16  | GK   | スイス           | フィリップ・ケーン ()   |
| 17  | DF   | コートジボワール | ウィルフリード・シンゴ  |
| 18  | MF   | 日本             | 南野拓実 ★              |
| 19  | FW   | ナイジェリア     | ジョージ・イレニヘナ () |
| 20  | DF   | フランス         | カッソム・ワタラ        |
| 21  | FW   | フランス         | ルーカス・ミシャル ()   |
| 22  | DF   | ガーナ           | モハメド・サリス ★      |
| 27  | MF   | セネガル         | クレパン・ディアタ      |
| 29  | FW   | ドイツ           | パリス・ブルナー ()     |
| 31  | FW   | スペイン         | アンス・ファティ ()     |
| 36  | FW   | スイス           | ブレール・エンボロ ()   |
| 50  | GK   | フランス         | ヤン・リエナール        |
| 88  | MF   | フランス         | スングトゥ・マガッサ()  |

※括弧内の国旗はその他の保有国籍を、星印は外国人枠選手を示す。
監督
- アディ・ヒュッター

### ローン移籍
in
注：選手の国籍表記はFIFAの定めた代表資格ルールに基づく。
| No. | Pos. |          | 選手名                          |
| --- | ---- | -------- | ------------------------------- |
| 31  | FW   | スペイン | アンス・ファティ (FCバルセロナ) |

out
注：選手の国籍表記はFIFAの定めた代表資格ルールに基づく。
| No. | Pos. |            | 選手名                                        |
| --- | ---- | ---------- | --------------------------------------------- |
| --  | GK   | ポーランド | ラドスワフ・マイェツキ (スタッド・ブレスト29) |
| --  | MF   | フランス   | イードン・ディオプ (サークル・ブルッヘ)()     |

## 歴代監督
| 名前                         | 期間      | 獲得タイトル                                                      |
| ---------------------------- | --------- | ----------------------------------------------------------------- |
| ジャン・バトマル             | 1948-1950 |                                                                   |
| エレク・シュワルツ           | 1950-1952 |                                                                   |
| アンジェロ・グリゼッティ     | 1952-1953 |                                                                   |
| ルイ・デュパル               | 1953-1956 |                                                                   |
| トニー・マレク               | 1956-1957 |                                                                   |
| ルイ・ピローニ               | 1958      |                                                                   |
| リュシアン・ルデュク         | 1958-1963 | 1961・1963リーグ、1960・1963カップ 1961ドラゴ、1961スーパーカップ |
| クリストワ・ロジェ           | 1963-1965 |                                                                   |
| ルイ・ピローニ               | 1965-1966 |                                                                   |
| ピエール・シニバルディ       | 1966-1968 |                                                                   |
| ルイ・ピローニ               | 1969      |                                                                   |
| ロベール・ドメルグ           | 1969-1970 |                                                                   |
| ジャン・ルシアノ             | 1970-1972 |                                                                   |
| ルベン・ノルベルト・ブラボ   | 1972-1974 |                                                                   |
| アルベルト・ムロ             | 1974-1975 |                                                                   |
| アルマン・フォルシェリオ     | 1976      |                                                                   |
| リュシアン・ルデュク         | 1977-1979 | 1978リーグ                                                        |
| ジェラール・バニド           | 1979-1983 | 1980カップ、1982リーグ                                            |
| ステファン・コヴァチ         | 1986-1987 |                                                                   |
| ルシアン・ミュラー           | 1983-1986 | 1985カップ、1985スーパーカップ                                    |
| アーセン・ベンゲル           | 1987-1994 | 1988リーグ、1991カップ                                            |
| ジャン・プティ               | 1994      |                                                                   |
| ジャン＝リュック・エトリ     | 1994-1995 |                                                                   |
| ジェラール・バニド           | 1995      |                                                                   |
| ジャン・ティガナ             | 1995-1999 | 1997リーグ、1997スーパーカップ                                    |
| クロード・ピュエル           | 1999-2001 | 2000リーグ、2000スーパーカップ                                    |
| ディディエ・デシャン         | 2001-2005 | 2003リーグカップ                                                  |
| ジャン・プティ               | 2005      |                                                                   |
| フランチェスコ・グイドリン   | 2005-2006 |                                                                   |
| ラースロー・ベレニ           | 2006      |                                                                   |
| ローラン・バニド             | 2006-2007 |                                                                   |
| リカルド・ゴメス             | 2007-2009 |                                                                   |
| ギー・ラコンブ               | 2009-2011 |                                                                   |
| ローラン・バニド             | 2011      |                                                                   |
| マルコ・シモーネ             | 2011-2012 |                                                                   |
| クラウディオ・ラニエリ       | 2012-2014 | 2012-13リーグ・ドゥ                                               |
| レオナルド・ジャルディム     | 2014-2018 | 2016-17リーグ・アン                                               |
| ティエリ・アンリ             | 2018-2019 |                                                                   |
| レオナルド・ジャルディム     | 2019      |                                                                   |
| ロベルト・モレノ・ゴンサレス | 2019-2020 |                                                                   |
| ニコ・コヴァチ               | 2020-2021 |                                                                   |
| フィリップ・クレマン         | 2022-2023 |                                                                   |
| アドルフ・ヒュッター         | 2023-     |                                                                   |

## 歴代所属選手
| - ジャン＝リュック・エトリ - ファビアン・バルテズ - ステファヌ・リュフィエ - モルガン・デ・サンクティス - ダニエル・スバシッチ | - マニュエル・アモロス - パトリック・バチストン - イヴォン・ル・ルー - セーレン・バスク - ヨン・シヴェベーク - バジール・ボリ - リリアン・テュラム - ダリオ・シミッチ - パトリック・ミュラー - ウィリー・サニョル - ヨン・アルネ・リーセ - パブロ・コントレラス - ラファエル・マルケス - エリック・アビダル - セバスティアン・スキラシ - パトリス・エヴラ - マイコン - アイメン・アブデヌール - ファビオ・コエントラン - ワラシ - リカルド・カルヴァーリョ - マルセル・ティセラン - バンジャマン・メンディ | - ベルナール・ジャンジニ - ダニエル・ブラヴォ - グレン・ホドル - エマニュエル・プティ - フランク・ソゼー - ユーリ・ジョルカエフ - ルイ・バロス - エンツォ・シーフォ - ジョン・コリンズ - マルセロ・ガジャルド - ヤロスラフ・プラシル - ヴラディミル・ユーゴヴィッチ - ディエゴ・ペレス - ジェレミー・メネス - アレクサンドロス・ツィオリス - ヤコブ・ポウルセン - ハメス・ロドリゲス - ジョアン・モウティーニョ - マリオ・パシャリッチ - ジェレミー・トゥララン - デルヴィン・エンディンガ - ナビル・ディラル - ベルナルド・シウバ - ティエムエ・バカヨコ - ジェルソン・マルティンス | - デリオ・オニス - ロジェ・ミラ - ラルフ・エドストレーム - ブルーノ・ベロン - ジョージ・ウェア - ラモン・ディアス - ユルゲン・クリンスマン - ヴィクトル・イクペバ - ティエリ・アンリ - ダヴィド・トレゼゲ - マルコ・シモーネ - ダド・プルショ - シャバニ・ノンダ - スレイマン・カマラ - オリバー・ビアホフ - フェルナンド・モリエンテス - エマヌエル・アデバヨール - ハビエル・サビオラ - モハメド・カロン - ハビエル・チェバントン - クリスティアン・ヴィエリ - ヤン・コレル - エイドゥル・グジョンセン - パク・チュヨン - ラダメル・ファルカオ - ディミタール・ベルバトフ - エドガル・サリ - ヴァグネル・ラヴ - イヴァン・カヴァレイロ - ヴァレール・ジェルマン - アラン・サン＝マクシマン - キリアン・エムバペ - ステヴァン・ヨヴェティッチ - ケイタ・バルデ - ケヴィン・フォラント |

## 歴代記録
| 名前                     | 試合数 | 在籍年    |
| ------------------------ | ------ | --------- |
| ジャン＝リュック・エトリ | 755    | 1975-1994 |
| クロード・ピュエル       | 602    | 1978-1996 |
| ジャン・プティ           | 428    | 1969-1982 |
| マニュエル・アモロス     | 349    | 1980-1989 |
| クリスティアン・ダルジェ | 334    | 1971-1980 |
| マルセル・ディブ         | 326    | 1985-1993 |
| フランソワ・リュド       | 319    | 1953-1962 |
| リュック・ソノール       | 315    | 1986-1995 |
| ミシェル・イダルゴ       | 304    | 1957-1966 |
| アルマン・フォルシェリオ | 303    | 1961-1972 |

| 名前                     | 得点数 | 在籍年    |
| ------------------------ | ------ | --------- |
| デリオ・オニス           | 223    | 1973-1980 |
| リュシアン・コス         | 115    | 1959-1965 |
| クリスティアン・ダルジェ | 89     | 1971-1980 |
| ヴィクトル・イクペバ     | 77     | 1993-1999 |
| ジャン・プティ           | 76     | 1969-1982 |
| イヴォン・ドゥイス       | 74     | 1961-1967 |
| ユーリ・ジョルカエフ     | 68     | 1990-1995 |
| シャバニ・ノンダ         | 67     | 2000-2005 |
| ソニー・アンデルソン     | 67     | 1994-1997 |
| ジョージ・ウェア         | 66     | 1988-1992 |